# قشلاق حاجی‌گل‌آقا
قشلاق حاجی‌گل‌آقا یک منطقهٔ مسکونی در ایران است که در دهستان قشلاق جنوبی واقع شده‌است.